# Kreis Biecz

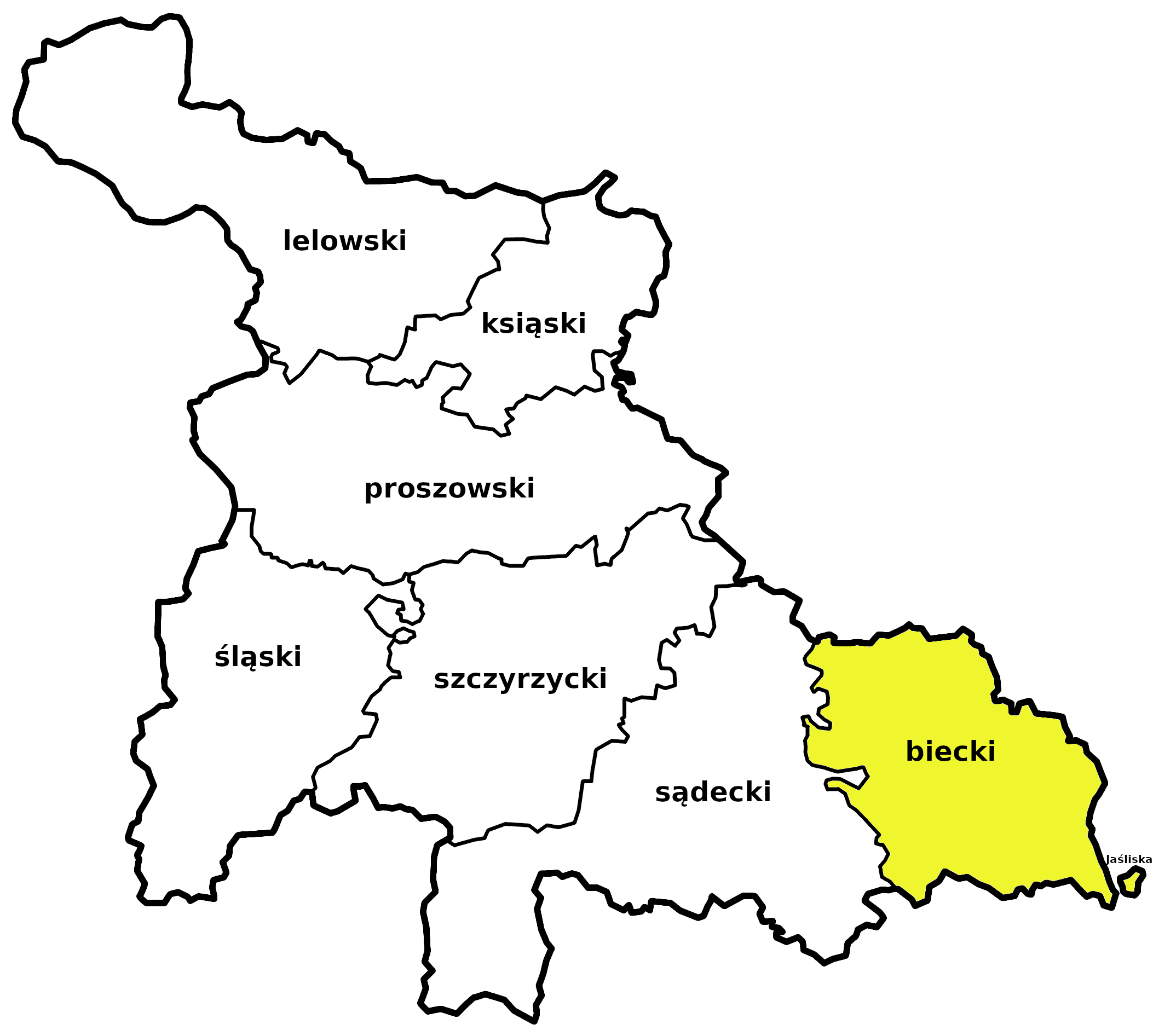
Kreis Biecz in der Woiwodschaft Krakau (16. Jahrhundert)

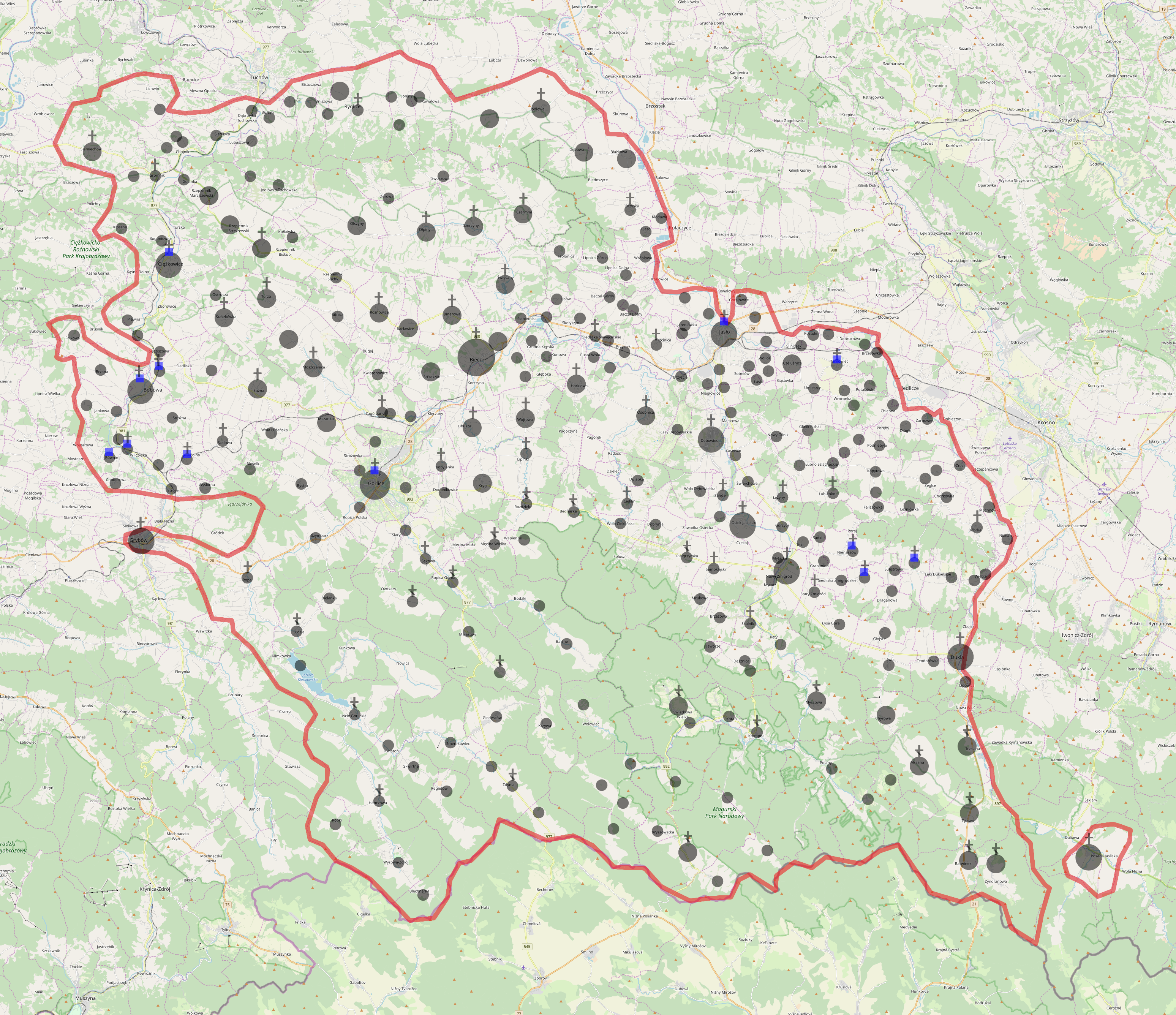
Kreis Biecz auf einer modernen Karte mit topografischem Hintergrund
Orte
Protestantische Gemeinden

Der Kreis Biecz (polnisch Powiat biecki) war ein Kreis der Woiwodschaft Krakau in der polnisch-litauischen Adelsrepublik. Er hatte eine Fläche von 2300 km².

## Geschichte
Im 13. Jahrhundert wurde die Burg in Biecz zum Sitz einer Kastellanei. Schon 1257 wurde Biecz das Stadtrecht verliehen und entwickelte sich danach zu einer der größten Städte im Herzogtum Krakau. Die zweitgrößte Stadt im Kreis war Gorlice (über 1000 Einwohner), außerdem gab es 9 kleinere Städte: Bobowa, Ciężkowice, Dębowiec, Dukla, Grybów, Jasło, Jaśliska, Osiek, Żmigród. Im 16. Jahrhundert gab es 270 Dörfer, davon 8 mit über 400 (Bieniarowa, Błaszkowa, Jodłowa Niemiecka, Moszczenica Niemiecka, Ossownica, Przedmieście, Siemichów und Szerzyny) und 30 mit über 200 Einwohnern.
Die Mehrheit der Einwohner war römisch-katholisch, wobei es um die Jahrhundertwende des 17. Jahrhunderts 13 protestantische Gemeinden gab, meistens reformiert, einige änderten sich zu arianischen Gemeinden der Polnischen Brüder. Im späteren 15. Jahrhundert wurden die Niederen Beskiden im südlichen Teil des Kreises im Zuge der walachischen Kolonisation besiedelt. Am Ende des 16. Jahrhunderts gab es 20 orthodoxe Pfarreien. Die größte jüdische Gemeinschaft lebte ab dem 16. Jahrhundert in Bobowa und Jasło.
Nach der Ersten Polnischen Teilung ging der Kreis in Galizien auf.